# تايلر والكر
تايلر والكر (بالإنجليزية: Tyler Walker)‏ هو سائق سباق أمريكي، ولد في 15 يوليو 1979 في لوس أنجلوس في الولايات المتحدة.

## وصلات خارجية
- تايلر والكر على موقع Racing-Reference.info (الإنجليزية)